# Bracon levigatissimus
Bracon levigatissimus är en stekelart som beskrevs av Dalla Torre 1898. Bracon levigatissimus ingår i släktet Bracon och familjen bracksteklar. Inga underarter finns listade.